# Nikolaus Resch

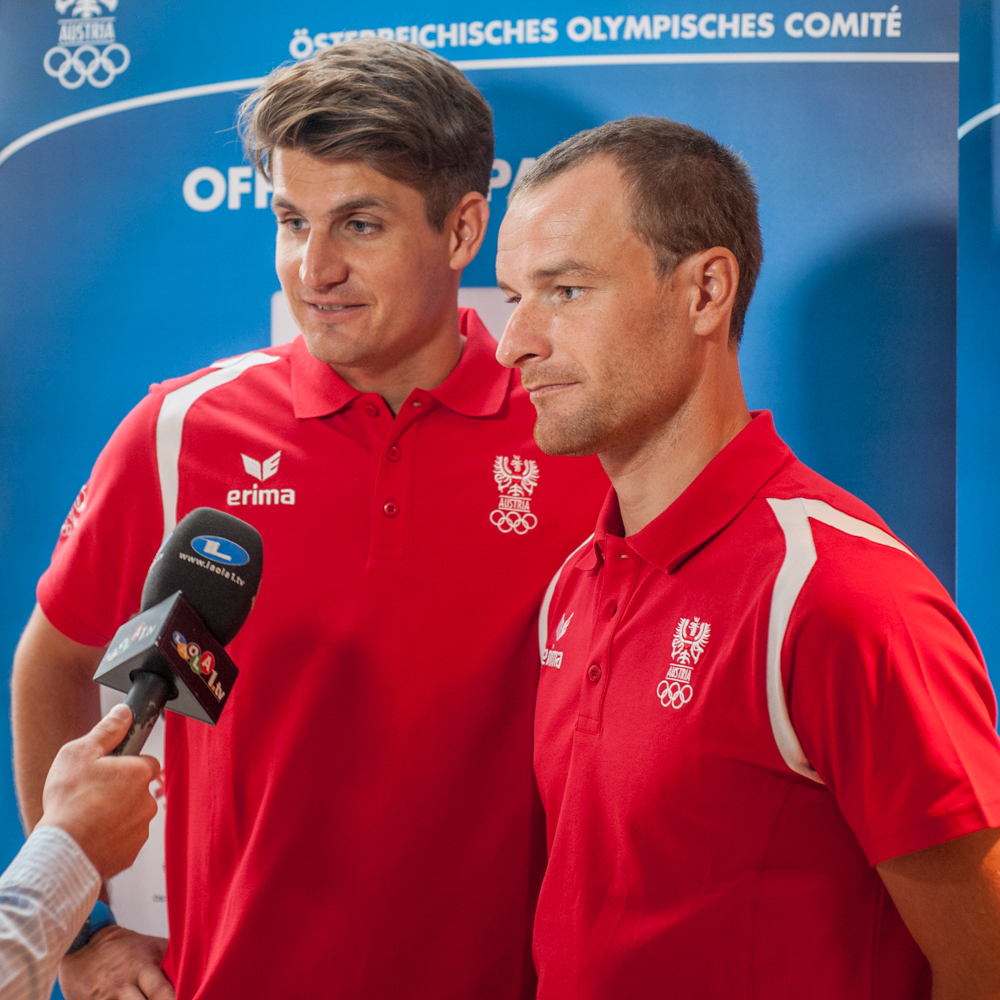
Nikolaus Resch (links) und Nico Delle Karth bei der Olympiaeinkleidung 2016

Nikolaus „Niko“ Resch  (* 30. August 1984 in Klagenfurt) ist ein österreichischer Segler.

## Seglerische Karriere
Resch war seit 1999 der Vorschoter von Nico Delle Karth; seit 2001 segelten die beiden in der olympischen 49er-Klasse. Bei den Olympischen Spielen 2004 in Athen belegten Delle Karth und Resch den zehnten Platz. 2007 gewannen die beiden die Silbermedaille bei den Weltmeisterschaften vor Cascais.
Bei ihrer zweiten Olympiateilnahme 2008 vor Qingdao erreichten die beiden den achten Platz. Im Jahr darauf belegten sie bei den Weltmeisterschaften auf dem Gardasee den fünften Platz.
2012 bei den Olympischen Spielen vor London und 2014 bei den Weltmeisterschaften vor Santander belegten Delle Karth und Resch jeweils den vierten Platz.
Fast neun Jahre nach der Silbermedaille von Cascais gewannen die beiden im Februar 2016 vor Clearwater in Florida erneut eine Weltmeisterschafts-Silbermedaille. Das beste Ergebnis bei Europameisterschaften war die Bronzemedaille 2009, in den Jahren 2008, 2010 und 2011 belegten die beiden den vierten Platz. 
Im März 2017 trennte sich das Team Nico Delle Karth / Nikolaus Resch.
Der 1,88 m große Nikolaus Resch startet für den Yacht Club Velden aus Velden am Wörther See.